# Дерменджи
Дерменджи (на молдовски: Dermengi) е село, разположено в Тараклийски район, Молдова.

## Население
Населението на селото през 2004 година е 49 души, от тях:
- 17 – молдовци (34,69 %)
- 12 – гагаузи (24,49 %)
- 8 – руснаци (16,32 %)
- 7 – българи (14,28 %)
- 5 – украинци (10,20 %)